# 라과디아 공항
라과디아 공항(영어: LaGuardia Airport, IATA: LGA, ICAO: KLGA, FAA LID: LGA)은 미국 뉴욕 시 퀸스 구에 있는 공항이다. 공항의 이름은 뉴욕의 전 시장이자 공항 건립의 주역인 피오렐로 라과디아의 이름을 딴 것이다.

## 개요
뉴욕 광역권의 세 공항 중 가장 작은 규모의 국내선 전용 공항이다. 존 F. 케네디 국제공항과 뉴어크 리버티 국제공항보다 맨해튼에 가장 가까운 곳에 위치해 있다. 작은 규모에도 불구하고, 광동체기가 정기적으로 운항되었던 적도 있는데, 맥도넬더글러스 DC-10과 록히드 L-1011같이 라과디아 공항 이용을 위해 특별 디자인된 기종도 있을 정도이다. 오늘날에는 이 공항에 광동체 항공기가 정기적으로 편성되지 않지만, 때때로 가끔 델타 항공이 애틀랜타행 항공편을 위해 보잉 767-300기를 많이 편성하기도 한다. 아메리칸 항공과 아메리칸 이글 항공의 국내선 거점 공항이며, 장차 델타 항공의 국내선 허브 공항이 될 예정이다.
대한민국에서는 뉴욕으로 갈 때 존 F. 케네디 국제공항으로 가는 직항편 대신, 델타 항공의 디트로이트행 노선을 이용하여 환승한 후 라과디아로 이동하는 경우가 간간히 있다.

## 운항 노선
| 항공사                                                 | 목적지 | 터미널       |
| ------------------------------------------------------ | --- | ------------ |
| 에어캐나다                                             | 몬트리올(트뤼도), 토론토(피어슨), 애틀랜타, 보스턴, 찰스턴(웨스트버지니아), 샬럿, 클리블랜드, 콜럼버스, 디트로이트, 파예트빌, 미니애폴리스(세인트폴), 내쉬빌, 롤리(더럼)                                   | Central-A    |
| 에어캐나다 익스프레스 (재즈 에어 운영)                 | 토론토(피어슨) | Central-A    |
| 아메리칸 항공                                          | 시카고(오헤어), 댈러스(포트워스), 마이애미, 세인트루이스 계절편 : 이글(베일) | D            |
| 델타 항공                                              | 보스턴, 애틀랜타, 신시내티(노던켄터키), 디트로이트, 포트로더데일, 포트마이어스, 잭슨빌, 멤피스, 미니애폴리스(세인트폴), 뉴올리언스, 올랜도, 탬파, 웨스트팜비치 계절편 : 아루바                             | M, D         |
| 델타 커넥션 (쇼토쿼 항공 운영)                         | 애쉬빌, 뱅거, 찰스턴, 콜럼비아, 콜럼버스, 그린빌(스파탄버그), 렉싱턴, 포틀랜드, 사바나 | D            |
| 델타 커넥션 (컴에어 운영)                              | 버밍엄, 찰스턴, 신시내티(노던켄터키), 콜럼버스, 그랜드래피즈, 인디애나폴리스, 잭슨빌, 캔자스시티, 매디슨, 미니애폴리스(세인트폴), 내쉬빌, 포틀랜드, 롤리(더럼), 사바나, 세인트루이스 계절편 : 트래버스시티 | D            |
| 델타 커넥션 (컴패스 에어라인 운영)                     | 포트마이어스, 캔자스, 미니애폴리스(세인트폴), 내쉬빌, 오마하, 롤리(더럼), 탬파 | D            |
| 델타 커넥션 (피나클 항공 운영)                         | 녹슨빌, 포틀랜드, 사바나 | D            |
| 델타 커넥션 (버진 아메리카 운영)                       | 뱅거, 콜럼버스, 포트마이어스, 인디애나폴리스, 잭슨빌, 캔자스, 내쉬빌, 포틀랜드, 롤리(더럼), 세인트루이스                                                                                                   | D            |
| 델타 커넥션 (델타 셔틀 운영)                           | 보스턴, 시카고(오헤어), 워싱턴D.C. | M            |
| 셔틀 아메리카                                          | 뱅골, 콜럼버스, 댈러스(포트워스), 포트마이어스, 휴스턴(인터콘티넨털), 보스턴, 시카고(오헤어), 워싱턴D.C., 인디애나폴리스, 잭슨빌, 캔자스시티, 내쉬빌, 포틀랜드, 롤리(더럼), 세인트루이스 계절편 : 탬파     | D, M         |
| 프론티어 항공                                          | 덴버, 캔자스, 밀워키 | Central-B    |
| 프론티어 항공 (리퍼블릭 항공 운영)                     | 캔자스 | Central-B    |
| 제트블루 항공                                          | 포트로더데일, 올랜도, 웨스트팜비치 | Central-A, B |
| 사우스 웨스트 항공                                     | 뉴포트뉴스(윌리엄스), 애크런(캔턴), 애틀랜타, 밀워키, 올랜도, 볼티모어, 시카고(미드웨이) | Central-B    |
| 스피릿 항공                                            | 시카고(오헤어), 디트로이트, 포트로더데일, 미를비치 | Central-B    |
| 유나이티드 항공                                        | 클리블랜드, 휴스턴(인터콘티넨탈), 시카고(오헤어), 덴버 계절편 : 아루바 | Central-A, C |
| 유나이티드 익스프레스 (대서양 사우스 이스트 항공 운영) | 워싱턴D.C. | Central-C    |
| 유나이티드 익스프레스 (익스프레스 잭 항공 운영)        | 클리블랜드, 워싱턴D.C. | Central-C    |
| 유나이티드 익스프레스 (메사 항공 운영)                 | 워싱턴D.C. | Central-A, C |
| 유나이티드 익스프레스 (셔틀 아메리카 운영)             | 시카고(오헤어), 워싱턴D.C. | Central-C    |
| 유나이티드 익스프레스 (쇼토쿼 항공 운영)               | 클리블랜드 | Central-C    |
| US 에어웨이스                                          | 보스턴, 샬롯, 필라델피아, 워싱턴D.C. | U            |
| US 에어웨이스 익스프레스 (에어 위스콘신 운영)          | 애쉬빌, 버팔로, 찰스턴, 샬롯, 콜롬비아, 콜럼버스, 그린즈버러, 그린빌(스파탄버그), 렉싱턴(켄터키), 루이빌, 노퍽, 필라델피아, 피츠버그, 포틀랜드, 롤리(더럼), 리치몬드, 로체스터, 윌밍턴                     | U            |
| US 에어웨이스 익스프레스 (쇼토쿼 항공 운영)            | 콜럼버스, 그린즈버러, 루이스빌, 피츠버그, 롤리(더럼), 리치몬드, 윌밍턴 | U            |
| US 에어웨이스 익스프레스 (피나클 항공 운영)            | 샬롯, 이타카, 맨체스터, 프로비던스, 시라큐스, 워싱턴 D.C. 계절편 : 마사, 난터켓 | U            |
| US 에어웨이스 익스프레스 (피드몬트 항공 운영)          | 올버니, 볼티모어, 뱅거, 버팔로, 버링턴, 해리스, 하트포드, 필라델피아, 포틀랜드, 로어노크, 로체스터 | U            |
| US 에어웨이스 익스프레스 (PSA 항공 운영)               | 샬롯, 그린즈버러, 데이턴, 리치몬드 | U            |
| US 에어웨이스 익스프레스 (리퍼블릭 항공 운영)          | 콜럼버스, 필라델피아, 피츠버그, 리치몬드 | U            |
| US 에어웨이스 익스프레스 (트랜스 유나이티드 항공 운영) | 그린즈버러, 하트퍼드, 피츠버그, 롤리(더럼), 세인트루이스 | U            |

## 연계 교통

### 도로 교통
- 시내버스의 경우 M60, Q33, Q48, Q72번이 라과디아 공항을 연계한다.
- 택시의 경우 뉴욕 리무진&택시 위원회에서 운영하며 뉴욕 지역을 연계한다.
- 공항버스의 경우 라이센스 뉴욕의 리무진 서비스에서 운영하며 차량 크기에 따라 승객 나르는 것이 다르다. 멘하탄까지 운행하며 라과디아 공항에서 25분 소요된다.

## 터미널

### 중앙 터미널 (CTB)
- 중앙 터미널 빌딩 (CTB)는 국내 항공사가 대부분 사용하고 있다.

### 델타 항공터미널
- 1983년에 개장했으며 델타 항공의 비행기를 수용하기 위해 만들어졌다.

### US 에어웨이스터미널
- 1992년에 개장했으며 원래는 다른 항공사가 쓰려고 했지만 파산하면서 US 에어웨이스가 사용하고 있다.

### 마린 터미널
- 델타 항공의 자회사인 델타 셔틀과 일반 항공 고정 기반의 운영을 통해 섹스터미널에서 운영하고 있다.

## 통계
| 순위 | 목적지           | 승객수    | 운항사                                    |
| ---- | ---------------- | --------- | ----------------------------------------- |
| 1    | 시카고(오헤어)   | 1,299,000 | 델타 항공, US 에어웨이스, 유나이티드 항공 |
| 2    | 애틀랜타         | 1,135,000 | 에어트랜, 델타 항공, US 에어웨이스        |
| 3    | 포트로더데일     | 729,000   | 스피릿 항공, 델타 항공, 제트블루 항공     |
| 4    | 댈러스(포트워스) | 560,000   | US 에어웨이스                             |
| 5    | 마이애미         | 550,000   | US 에어웨이스                             |
| 6    | 샬럿             | 534,000   | 아메리칸 항공, US 에어웨이스              |
| 7    | 보스턴           | 470,000   | 아메리칸 항공, US 에어웨이스, 델타 항공   |
| 8    | 디트로이트       | 442,000   | US 에어웨이스, 스피릿 항공, 델타 항공     |
| 9    | 워싱턴 D.C.      | 399,000   | 콘티넨탈 항공, US 에어웨이스              |
| 10   | 올랜도           | 351,000   | 델타 항공, 에어트랜, 제트블루 항공        |

## 사건 및 사고
- 2009년 1월 15일 US 에어웨이스 1549편 불시착 사고는 승객과 승무원 155명을 태우고 미국 뉴욕주 뉴욕 라과디아 공항을 출발해 노스캐롤라이나주 샬럿으로 향하는 도중 이륙 직후 새떼와 충돌하여 엔진에 불이 붙으면서 센트럴 파크 인근 허드슨강에 불시착한 사고로 다행히도 비행기에 타고 있던 전원이 생존했다.